# Bob Karp
Robert Louis Karp (* 1911; † 1975) war ein US-amerikanischer Texter von Disney-Comics, insbesondere von Donald-Duck-Sonntagsstrips.
Schon Mitte der 1930er Jahre wurde Karp Disney-Mitarbeiter. Der Zeichner Al Taliaferro hatte den teils recht jähzornigen Donald schon am 16. September 1934 in einem Comic verewigt, der große Durchbruch gelang ihm aber erst in Zusammenarbeit mit Bob Karp im Jahre 1938. Am 7. Februar 1938 war es so weit: Der erste Tagesstrip erschien. Ab dem 10. Dezember 1939 wurde die Serie sogar um eine Sonntagsseite erweitert.
Das Team Al Taliaferro / Bob Karp arbeitete 31 Jahre an ihr, bis zum Tode Taliaferros am 3. Februar 1969. Bekannt wurde Karp auch als Mitautor der ersten Donald-Duck-Geschichte von Carl Barks, Piratengold (engl. Donald Duck finds Pirate Gold).
Neben seiner Tätigkeit für Disney-Comics schrieb er auch Gags für Comics nach der Fernsehserie Familie Feuerstein. In den 1960er und 1970er Jahren verfasste er zudem Drehbücher für  Zeichentrickserien über Superman, Batman und andere Superhelden.